# Arnoud Greidanus
Arnoud Greidanus (ur. 1 czerwca 1981 w Leiderdorp) – holenderski wioślarz.

## Osiągnięcia
- Mistrzostwa Świata – Gifu 2005 – czwórka bez sternika wagi lekkiej – 5. miejsce[1].
- Mistrzostwa Świata – Eton 2006 – czwórka bez sternika wagi lekkiej – 11. miejsce[1].
- Mistrzostwa Świata – Monachium 2007 – ósemka – 1. miejsce[1].
- Mistrzostwa Świata – Linz 2008 – dwójka bez sternika wagi lekkiej – 4. miejsce[1].